# Théâtre de l'Épée de Bois
Ne doit pas être confondu avec L'Épée de bois.
Le théâtre de l’Épée de Bois est un théâtre installé depuis 1972 à la Cartoucherie du bois de Vincennes à Paris. Il peut aussi désigner la compagnie théâtrale installée dans ce théâtre. 
Le théâtre se trouvait initialement dans la rue de même nom à Paris et a été détruit en 1971. 

## Historique
En 1969, Antonio Díaz-Florián reprend le théâtre de l’Épée de Bois, dirigé par Tania Balachova, qui était encore situé à l'angle de la rue de l'Épée-de-Bois et de la rue Mouffetard, dans le 5e arrondissement de Paris.
La salle de théâtre est détruite en 1971 pour y bâtir un immeuble de sept étages, dans lequel se trouve depuis 1978 le cinéma L'Épée de bois,.
Diaz-Florian fonde « l’Atelier de l’Épée de Bois », un groupe de théâtre expérimental, et va rejoindre en 1972 Ariane Mnouchkine qui a repris en 1970 les locaux de l'ancienne cartoucherie du bois de Vincennes. Il y installe sa troupe dans l'un des locaux transformés en salles de théâtre : ce local reprend l'ancien nom de « théâtre de l’Épée de Bois », nom qu'il donne également à sa compagnie.
Le théâtre accueille des spectacles de théâtre contemporain créés par la troupe de l’Épée de Bois ou par des compagnies extérieures. La direction du théâtre et de la troupe est toujours assurée par Antonio Díaz-Florián.

## Architecture
Comme les autres théâtres de la Cartoucherie, le théâtre de l’Épée de Bois est installé dans les murs d'une ancienne usine d'armement. L'aspect extérieur est inchangé mais l'architecture intérieure s'est adaptée aux besoins de l'activité théâtrale.
Le théâtre de l’Épée de Bois comporte quatre espaces de spectacle :
- la salle en pierre (300 places) ;
- la salle en bois (170 places) ;
- le studio (50 places) ;
- le salon (50 places).

On peut également y trouver un espace de restauration et un grand hall d'accueil.

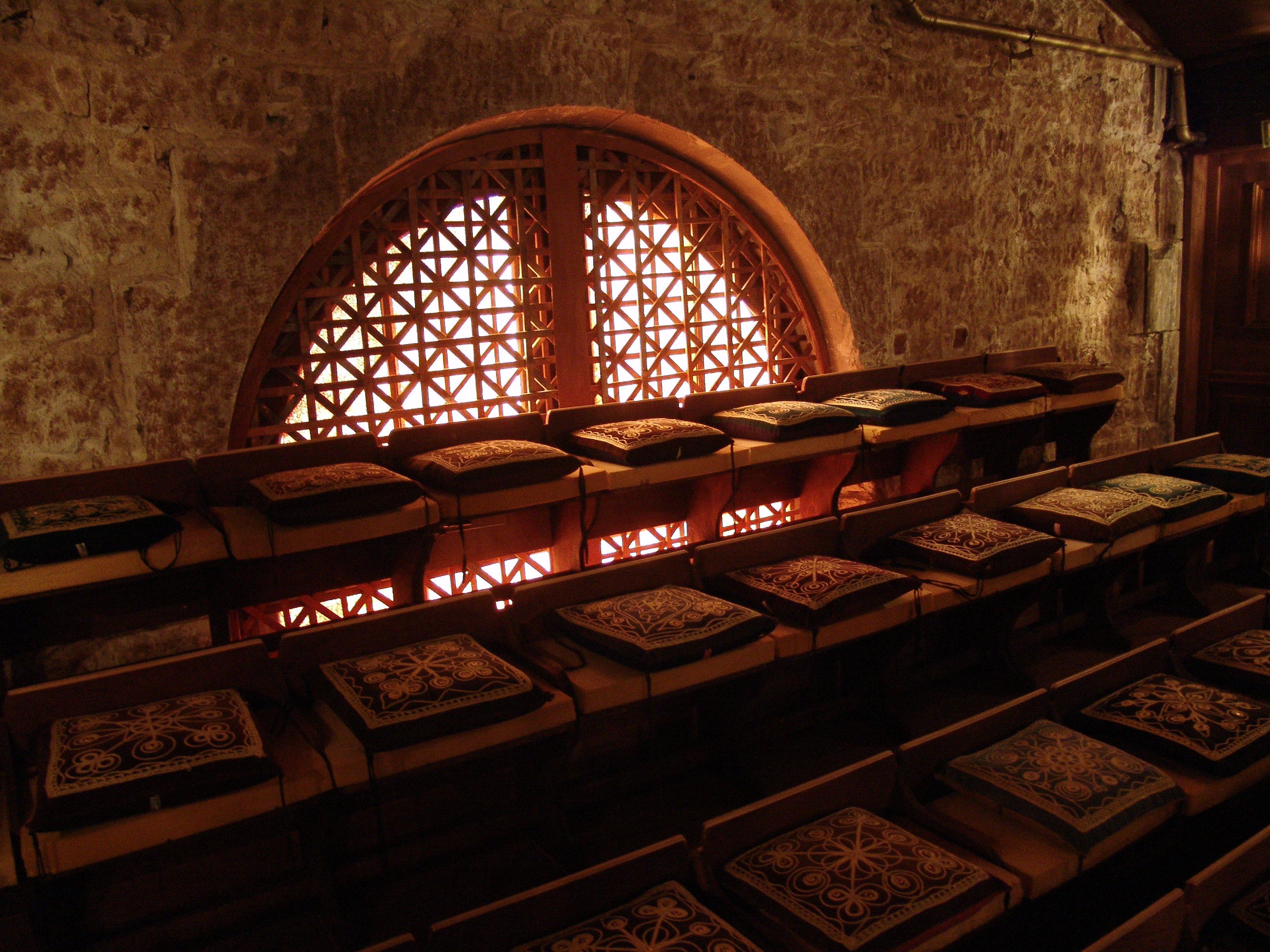
Salon.
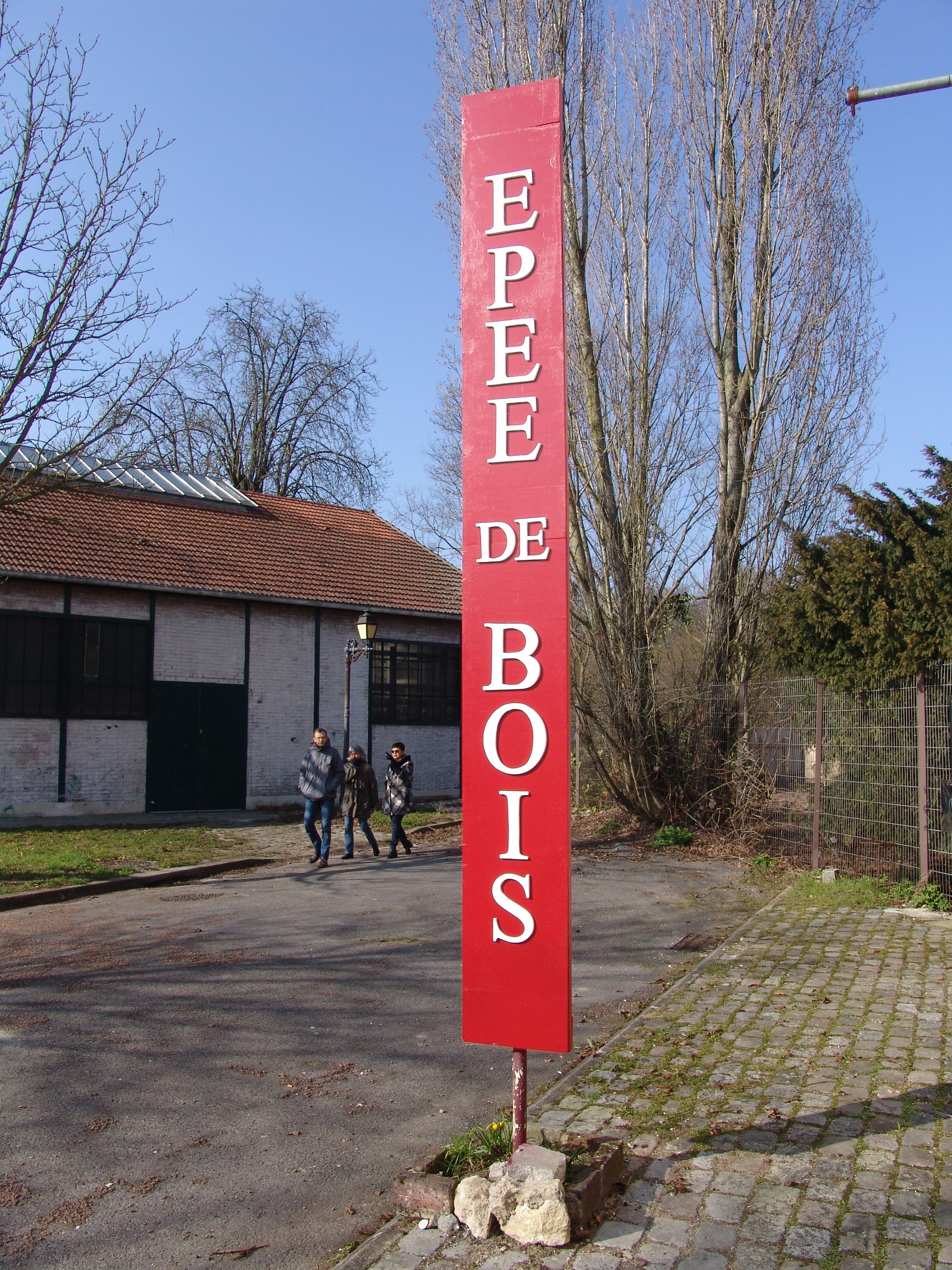
Vue extérieure.